# تعليق (مركبات)

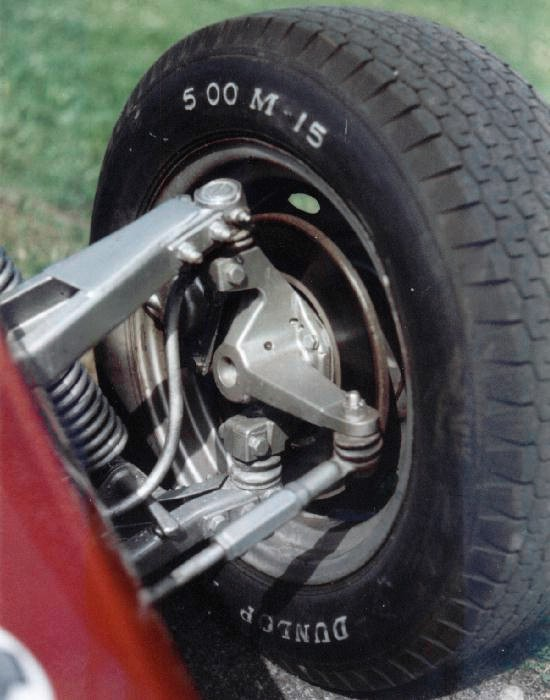
نظام تعليق

نظام التعليق، هو المسؤول عن الثبات والتوازن في هيكل السيارة وغرفة القيادة والمحافظ على ثبات السيارة على الطرقات والمنعطفات لتأمين راحة الركاب حيث يقوم بامتصاص الصدمات الناتجة عن عدم استواء الطريق ويمنع وصولها إلى غرفة القيادة. يعمل النظام عن طريق نوابض حلزونية وماصات صدمات تسمح للإطار بالارتفاع بشكل بطيء حينما يواجه أحد الاطارات عائقا على الطريق فيقوم نظام التعليق بمنعها من الوصول إلى غرفة القيادة الأمر الذي يساهم في المحافظة على ثبات السيارة. ويتألف ماص الصدمات من جزئين رئيسيين هما المكبس والاسطوانة السفلي، وتحتوي الاسطوانة السفلى سائل خاص يقوم بعملية ابطاء حركة المكبس داخل الاسطوانة فعندما تتحرك الكفة إلى الأعلى تدفع في طريقها الاسطوانة السفلية مما يؤدي إلى انضغاط السائل المحصور بين جدران الإسطوانة السفلية والمكبس عندها وبفعل ضغط هذا السائل ينفتح صمام المكبس سامحا للسائل بالمرور إلى أعلى المكبس بشكل بطيء نسبيا ويساعد في عملية الحركة البطيئة النابض الحلزوني المحيط بماص الصدمات، بعد مرور السيارة على العائق تعود إلى وضعها الأصلي بفعل ضغط السائل وقوة النابض الحلزوني ووزن الكفة المعدنية والإطار.

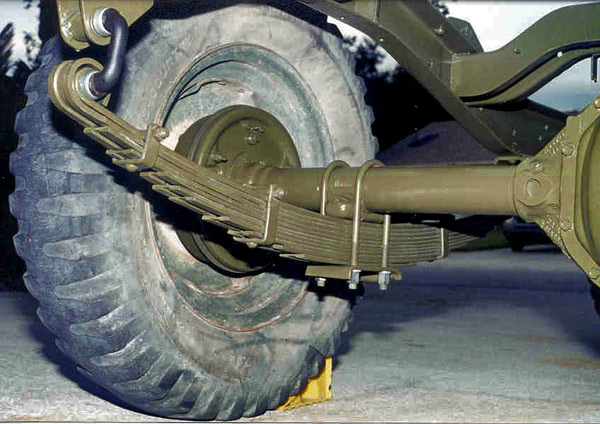
نظام تعليق عجلة خلفية لقاطرة

## اقرأ أيضا
- انزياح جسم السيارة
- ممتص صدمات
- نظام تعليق عجلة القيادة
- نظام التعليق المستقل